# Île de la Cité
Île de la Cité – jedna z dwóch wysp (obok Île Saint-Louis) na Sekwanie w centrum Paryża we Francji.
Jest jednym z najczęściej odwiedzanych miejsc Paryża. Z obydwoma brzegami Paryża łączy ją 8 mostów, w tym najstarszy, wciąż istniejący most paryski, Pont Neuf (Nowy Most). Pozostałych 7 to: Pont au Change, Pont Notre-Dame, Pont d’Arcole, Pont de l’Archevêché, Pont au Double, Petit Pont i Pont Saint-Michel. Dziewiąty most łączy Île de la Cité z wyspą św. Ludwika (Île Saint-Louis). Na dziedzińcu przed Notre Dame znajduje się Point Zéro – punkt, z którego mierzy się odległości z Paryża do wszystkich miejscowości we Francji.

## Atrakcje

Plan wyspy z OpenStreetMap (2011)

Do najbardziej znanych obiektów na wyspie należą trzy średniowieczne budynki:
- Katedra Notre Dame
- Sainte-Chapelle
- Conciergerie

a także Palais de Justice, Hôtel-Dieu, Krypta Archeologiczna Notre-Dame, Pont-Neuf, la Prefecture, Pomnik Deportowanych w Paryżu oraz trzy skwery:
- Vert-Galant
- l’Île-de-France
- Jana XXIII

## Historia
Zamieszkana prawdopodobnie od IV w. p.n.e. przez galijskie plemię Paryzjów. Pod panowaniem Tyberiusza wznosił się w tym miejscu ołtarz bogów celtyckiej Galii, Taranisa, Esusa i Teutatesa odkryty pod katedrą Notre-Dame. Pod rozkazami Rzymian odbudowano miasto, które stało się siedzibą namiestników rzymskich, a później prefektów całej Galii. Na skutek częstych powodzi dotykających wyspę i okolice, miasto nazwano Lutecją (od łac. lutum – błoto).
W 451 r. n.e. miasto oparło się najazdowi Hunów pod wodzą Attyli, jak mówi legenda – za sprawą interwencji św. Genowefy. W 498 r., po przyjęciu chrześcijaństwa przez króla Chlodwiga I, na Cité powstały świątynie tego wyznania. Następca Chlodwiga, Chidelbert, zbudował na wyspie, w miejscu dawnej świątyni Jowisza, katedrę św. Szczepana (dziś znajduje się tu katedra Notre-Dame), największą w całym królestwie.
Po przeniesieniu stolicy do Akwizgranu przez dynastię Karolingów, Paryż odzyskał rangę dopiero w 987 r., kiedy Hugo Kapet został królem Francji. Kapetyngowie wybudowali na Cité nowy pałac królewski (dziś w tym miejscu znajduje się Palais de Justice), przy katedrze powstały nowe szkoły, zbudowano nowe kościoły i klasztory (pod koniec XIII w. było ich aż 23).
W czasach Ludwika Filipa i Napoleona III centrum wyspy zostało silnie przebudowane przez barona Haussmanna, powstał szpital Hôtel-Dieu, koszary, Trybunał Handlowy, rozbudowano Palais de Justice.
W sierpniu 1944 policjanci paryscy zajęli obecny budynek Prefektury, gdzie przez 3 dni odpierali ataki oddziałów niemieckich, aż do wkroczenia do miasta dywizji gen. Philippe’a Leclerca.
Po II wojnie światowej władze przeniosły się w inne rejony miasta.